# Aprilia RSV4
Aprilia RSV4 — спортивний мотоцикл, що випускається італійською компанією Aprilia з 2009-го року. Флагманська модель компанії.

## Історія
Виробництво мотоцикла стартувало у 2008 році. Модель була представлена 22 лютого 2008 року під час міжнародної конвенції Piaggio Group у Мілані, Італія. RSV4 став першим серійним мотоциклом Aprilia, що комплектувався чотирициліндровим двигуном.
Станом на 2014 рік RSV4 пропонується у двох офіційних комплектаціях: RSV4 R Factory ABS та RSV4 R ABS. З 2015-го року буде доступна версія RSV4 RR, яка матиме максимальні спортивні якості.

## Участь у спортивних змаганнях

### WSBK
Модель RSV4 стала базовою для участі «Aprilia Racing» у чемпіонаті світу з шосейно-кільцевих мотоперегонів серії WSBK з сезону 2009. У дебютному сезоні Макс Б'яджі 9 разів потрапляв на подіум, здобувши одну перемогу у Брно. Вже в наступному сезоні він став чемпіоном світу, заодно здобувши для Aprilia кубок конструкторів.
Через рік, у 2012-му, Б'яджі вдруге здобув для Aprilia чемпіонський титул та кубок конструкторів. Після сезону він завершив кар'єру, але гонщики на RSV4 продовжували перемагати. В сезоні 2013 було здобуто третій кубок виробників для Aprilia.
В сезоні 2014 француз Сільвен Гвінтолі виграв на Aprilia RSV4 чемпіонат світу, принісши команді також перемогу у заліку виробників.

#### Результати у WSBK

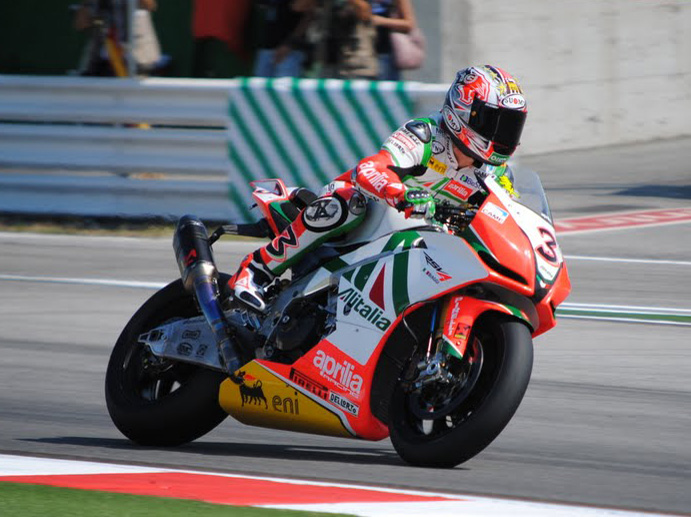
Макс Бьяджі на Aprilia RSV4 в Мізано, 2010 рік

Станом на кінець 2014 року на мотоциклі Aprilia RSV4 у серії Супербайк здобуто 7 чемпіонських титулів, 41 перемогу у гонках та 89 подіумів.
| Сезон | Переможець в особистому заліку | Кубок конструкторів |
| ----- | ------------------------------ | ------------------- |
| 2010  | Макс Б'яджі                    | +                   |
| 2012  | Макс Б'яджі                    | +                   |
| 2013  | —                              | +                   |
| 2014  | Сільвен Гвінтолі               | +                   |

### MotoGP
RSV4 також став базовим для побудови гоночних прототипів для участі у серії MotoGP. Модель отримала назву ART та посталась з сезону 2012 приватним командам. Двигун RSV4 для версії MotoGP залишився незмінним у порівнянні з версією WSBK, шасі також було дуже схожим. Найбільші зміни торкнулись пластикового обвісу мотоциклу. Хоча ART було важко конкурувати з заводськими японськими Honda RC213V та Yamaha, проте він дозволив Алеїчу Еспаргаро став найкращим у категорії незаводських гонщиків двічі поспіль у сезонах 2012-2012.
Для сезону 2015 на базі RSV4 був розроблений мотоцикл Aprilia RS-GP.

## Ексклюзивні варіанти
У 2010 році, після перемоги Макса Б'яджі у чемпіонаті світу WSBK, Aprilia випустила обмежену серію мотоциклів в модифікації RSV4 Biaggi Replica. Вартість становила 50 000 € і його не можна було придбати у звичайних дилерів Aprilia, лише безпосередньо в «Aprilia Racing» в Італії. На мотоциклі, на відміну від дорожніх версій, були відсутні дзеркала заднього виду, фари та вказівники поворотів. Модель була доступною в лівреї «Alitalia Aprilia» в кольорах Б'яджі, або в карбоновому стилі. Максимальна потужність RSV4 Biaggi Replica була більшою на 20 к.с. від стандартної дорожньої версії RSV4, а крутний момент — на 10 Нм.

## Цікаві факти
- Чемпіон світу зі шосейно-кільцевих мотоперегонів MotoGP в класі 500cc (1987), Вейн Гарднер, протестував усі мотоцикли, що брали участь у чемпіонаті світу з Супербайку в сезоні 2009. Найбільше йому сподобався саме Aprilia RSV4.[7]